# Vodní nádrž Tarbela
Vodní nádrž Tarbela (anglicky Tarbela Dam, urdsky تربیلا بند) leží na řece Indus v okresu Haripur, v pákistánské provincii Chajbar Paštúnchwá zhruba 50 km severozápadně od Islamabádu. Hráz se vypíná do výšky 143 m nad dno původního koryta řeky, rozloha nádrže činí přibližně 260 km2. Hráz, která byla stavěna v letech 1968–1977, byla navržena pro zachycování vod při povodních, pro zavlažování a pro výrobu elektřiny v hydroelektrárně.

## Základní údaje

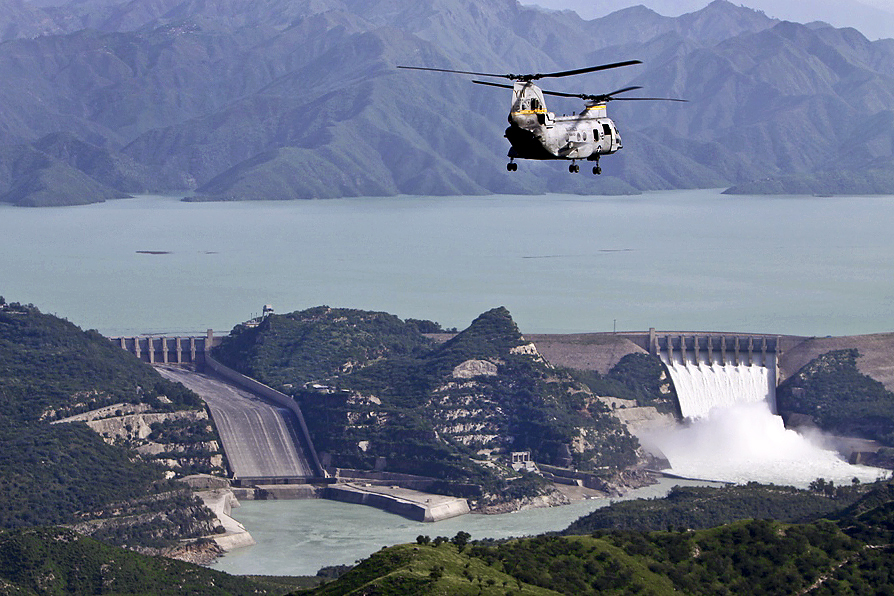
Přelivy během povodní v roce 2010

Nádrž je 80,5 km dlouhá, s rozlohou vodní plochy 260 km2. Celková kapacita je přibližně 17,1 km3 umožňuje zadržet zhruba 14,3 km3 vod.
Plocha povodí, které napájí řeku Indus nad Tarbelou, má rozlohu více než 168 000 km2. Povodí, které má rozlohu více než 168 000 km2, je zásobováno převážně vodami z tajícího sněhu a ledovců z jižních svahů Himálaje. Hlavními přítoky Indu jsou řeky Šajók, která se připojuje poblíž Skardu, a Siran, která se vlévá do Indu poblíž Tarbely. Rezervoár zachytává povodně zejména v letních měsících.

### Hráz
Přehrada, která se začala budovat v roce 1968, je umístěna v úzkém místě údolí řeky Indus, u Tarbely v Haripuru těsně u hranice okresu Swabi, kde řeka původně obtékala rozsáhlý ostrov u levého břehu.
Přesypaná hráz délky 2 743 m a výšky 143 m prodloužila ostrov k pravému břehu. A dvojice pomocných betonových přehrad překročila řeku z ostrova k levému břehu. Dva přelivy jsou umístěny na pomocné části, hlavní s průtokem 18 406 m3/s a pomocná 24 070 m3/s. Objem sypané hráze je 152,8 mil. m3 (106 mil. m3).
Čtyři tunely, které byly proraženy skrz skalní stěnu u pravého břehu, slouží jako jalové výpustě a přívody pro hydroelektrárnu. Tyto 732 m dlouhé tunely o průměru 13,72 m byly původně používány pro odtok řeky při výstavbě hráze. Pátý tunel délky 841 m a průměru 13,26 m je umístěn na levé straně přehrady byl dokončen v dubnu 1976.
Projekt přehrady byl schválen Světovou bankou v roce 1965 a výstavba, která započala o tři roky později, skončila v roce 1977.

### Hydroelektrárna
K hydroelektrárně na pravé straně jsou přiváděny vody z tunelů 1, 2 a 3 k celkem 14 generátorům – Francisovým turbínám. Generátory na tunelech jedna a dva mají výkon 175 MW každý, čtyři jsou na tunelu 1 a šest na tunelu 2. Osazovány byly postupně v letech 1977, 1982 a 1985. Po tzv. třetím rozšíření v 90. letech – na třetím tunelu – byl zvýšen výkon o čtyři generátory – každý o výkonu 432 MW. Celková kapacita hydroelektrárny tedy nyní dosahuje 3 478 MW. Čtvrté rozšíření – na tunelu 4 – je v současné ve stádiu projektování a je plánováno osazení tří Francisových turbín s výkonem 470 MW; celkový přidaný výkon tedy bude 1 410 MW. Elektrický výkon elektrárny by pak měl dosáhnout 4 888 MW.
Maximální roční objem výroby elektrické energie 16,463 mld. kWh byla dosažena v letech 1988–1989.

## Přesídlení obyvatel
Při výstavbě rezervoáru bylo nutné vykoupit zhruba 82 000 akrů (tedy 33 184 ha). Při napouštění bylo zaplaveno 135 (120) vesnic a přesunuto přibližně 96 000 obyvatel. Kompenzace za zabranou půdu byla vyplacena postiženým v roce 1984 v celkové výši 469,65 mil. Rs. Při absenci národní politiky týkající se přesídlování byla kompenzace určena ad hoc.
S mnoha dotčenými přesídlenci se vláda Pákistánu dosud nevypořádala v souladu se svými smluvními závazky ke Světové bance.

## Životnost
Protože řeka Indus je napájena vodou tajících Himálajských ledovců, obsahují její vody množství sedimentů. Roční objem uložených sedimentů činí zhruba 430 mil. tun. Takový objem usazenin ohrožuje plánovanou kapacitu a tím i životnost přehrady. Životnost přehrady byla odhadována na přibližně 50 let od dokončení přehrady v roce 1977, tzn. že rezervoár by byl plný sedimentů v roce 2030.
Rychlost ukládání sedimentů je mnohem nižší, než se předpokládalo, a proto se nyní odhaduje, že užitečná životnost přehrady bude asi 85 let, tj. asi do roku 2060.